# Jean Tamini
Jean Tamini (9 de dezembro de 1919 - 13 de março de 1993) foi um futebolista suíço que atuava como atacante.

## Carreira
Jean Tamini fez parte do elenco da Seleção Suíça de Futebol, na Copa do Mundo de 1950 no Brasil.